# Заєць Іван Іванович

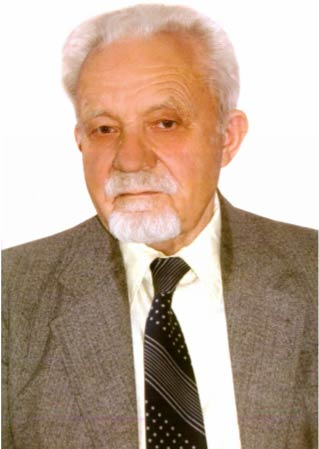

Іван Іванович Заєць (народився 21 січня 1922 в селі Дроні, нині с. Кравцівка Царичанського району Дніпропетровської області, помер 2 липня 2007) — український історик, археолог, краєзнавець, полковник, дослідник Трипільської культури Вінниччини. Автор 112 наукових праць, Почесний працівник ВДПУ (2005 р.), Почесний громадянин міста Байконур.
Важливим напрямком його науково-педагогічної діяльності став курс «Археологія України». Матеріали археологічних досліджень стали основою для багатьох наукових публікацій, загальна кількість яких становить понад 150, серед них — 4 монографії. Підсумок своєї понад 40-річної наукової діяльності Іван Іванович Заєць зробив у монографії «Витоки духовної культури українського народу».

## Біографія
- 1940 р. — закінчив Царичанську школу.
- 10 червня 1941 р. — закінчив Харківське піхотне училище.
- 1941—1943 рр. — воював на Південному, Південно-Західному, Північно-Кавказькому фронтах Німецько-радянської війни.
- Листопад 1943 — квітень 1944 рр. — лікувався у військовому шпиталі після важкого поранення.
- Травень 1944 — листопад 1947 рр. — служив в Особливому відділі Північно-Кавказького округу.
- Грудень 1947 — березень 1949 рр. — навчався в Горнівській школі державної безпеки.
- 1950—1955 рр. — начальник відділу Повітряної дивізії в Центральній Групі військ Радянської Армії в Австрії.
- 1949—1955 рр. — навчався на історичному факультеті Грозненського державного педагогічного інституту.
- 1955—1960 рр. — начальник Особливого відділу космодрому Байконур.
- 1960—1962 рр. — начальник Особливого відділу 43-ї Ракетної армії.
- 1962—1963 рр. — заступник начальника Особливого відділу військ Харківського гарнізону.
- лютий 1963 р. — звільнений у запас у званні полковника.
- 15 лютого 1963—1977 рр. — директор Вінницького обласного краєзнавчого музею.
- 1975 р. — в Інституті археології СРСР захистив кандидатську дисертацію «Древні землероби середньої течії Південного Бугу у другій половині IV тис. до н.е.» і здобув звання кандидата історичних наук.
- 1977—2007 рр. — викладач ВДПУ ім. М. Коцюбинського. Доцент, згодом професор кафедри історії слов'янських народів.

### Окремі видання
1. Вінницький краєзнавчий музей / І. І. Заєць. — К., 1972. — 96 с.
2. Винницкий краеведческий музей : фоторассказ о Винницком краеведческом музее / И. И. Заец. — К.: Мистецтво, 1973. — 24 с.
3. Древние земледельцы среднего течения Южного Буга во 2-й половине IV тысячелетия до н. э. (по материалам трипольского поселения Клищев Тывровского района Винницкой области) : автореф. дис. на соискание науч. степени канд. ист. наук : спец. 07.00.06 / Заец Иван Иванович; Винницкий гос. пед. ин-т им. Н. Островского. — М., 1975. — 20 с.
4. Місця бойової слави на Поділлі (1648—1654 рр.) : метод. поради лектору і екскурсоводу / Вінницький держ. пед. ін-т ім. М. Островського, Вінницький краєзнавчий музей; М. М. Кравець, І. І. Заєць. — Вінниця, 1978. — 15 с.
5. Возз'єднання Західної України з Радянської Україною — видатна подія в історії українського народу : метод. розроб. для студентів / Вінницький держ. пед. ін-т ім. М. Островського; М. М. Кравець, І. І. Заєць. — Вінниця, 1979. — 18 с.
6. Використання краєзнавчого матеріалу в курсі історії СРСР (7—8 класи) : метод. рек. для вчителів історії / І. І. Шульга, І. І. Заєць, А. Л. Зінченко та ін. — Вінниця, 1983. — 40 с.
7. ВДПІ ім. М. Островського (1912—1987) / З. М. Грузман, І. І. Заєць, М. Ф. Присяжнюк, І. П. Пшук. — Вінниця : Облполіграфвидав, 1987. — 12 с.
8. Поселение трипольской культуры Клищев на Южном Буге / И. И. Заец, С. Н. Рыжов. — К., 1992. — 176 с.
9. Трипольское поселение на Южном Буге / И. И. Заец. — К., 1993.
10. Історична хронологія / І. І. Заєць. — Черкаси : Відлуння, 1999. — 144 с.
11. Людина і природа Поділля : навч. посіб / І. І. Заєць, Б. С. Жураковський. — Вінниця : ВДПУ, 1999. — 115 с.
12. Трипільська культура на Поділлі / І. І. Заєць; худож. В. Богданюк. — Вінниця : Тезис, 2001. — 184 с.: іл., портр.
13. Далеке і близьке. Світлини пам'яті : повість-спогад / І. І. Заєць. — Вінниця : Тезис, 2004. — 480 с.
14. Дослідження трипільської культури на Поділлі. Український благодійний фонд «Трипілля»/ І. І. Заєць. — К., 2004.
15. Моє здоров'я / І. І. Заєць. — Вінниця, 2004. — 60 с.
16. Пізній палеоліт на території України (40—10 тис. р. до н.е.) / І. І. Заєць. — Вінниця, 2004.
17. Археологія України : навчальна програма для викладачів і студентів з спеціальності «Історія і правознавство»/ підгот. І. І. Заєць. — Вінниця : ВДПУ, 2005. — 25 с.
18. Програма з музейної, архівної, археологічної практики студентів I курсу історичного факультету. Спеціальність «Історія і правознавство» / І. І. Заєць, П. С. Григорчук, Ю. А. Зінько. — Вінниця : ВДПУ, 2005. — 16 с.
19. Витоки духовної культури українського народу / І. І. Заєць. — К. : Наукова думка, 2006. — 328 с.

### Публікації

#### 1971—1980
1. Пам'ятки трипільської культури на території Південного Побужжя / І. І. Заєць // III Подільська історико-краєзнавча конференція : матеріали. — Львів, 1970. — C. 105—106.
2. Незабутнє / І. І. Заєць // Соціалістична культура. — К., 1971. — C. 16—17.
3. Обновленный музей / И. И. Заец // Музейное дело в СССР. — М., 1971. — C. 87—89.
4. Перша Вінницька історико-краєзнавча конференція / І. І. Заєць // Український історичний журнал. — 1972. — № 9. — C. 150—152.
5. Південно-Побузький пам'ятник Кліщів / І. І. Заєць // Тези пленарних і секційних доповідей XV наукової конференції інституту археології, присвяченої 50-річчю утворення СРСР: результати польових археологічних досліджень 1970—1971 років на території України. — Одеса, 1972. — C. 100—102.
6. Пропаганда матеріалів XXIV з'їзду КПРС і XXIV з'їзду КП України у Вінницькому краєзнавчому музеї: виступи представників музеїв на зональних нарадах, працівників культурно-освітніх установ республіки 1971 р. / І. І. Заєць // Вище рівень музейної роботи. — К., 1972. — C. 15—20.
7. Трипільське селище Кліщів / І. І. Заєць, П. І. Хавлюк // Археологічні дослідження на Україні. — К., 1972. — Вип. 4. — C. 79—83.
8. Кліщів — нове поселення трипільської культури на Південному Бузі / І. І. Заєць // Археологія : респ. міжвід. зб. — 1973. — Вип. 10. — C. 48—61.
9. Раскопки трипольского поселения Клищев на Южном Буге / И. И. Заец // Археологические открытия 1972 года. — М., 1973. — C. 282.
10. Раскопки Винницкого краеведческого музея / И. И. Заец // Археологические открытия 1973 года. — М., 1974. — C. 275—276.
11. Трипольское поселение Клищев на Южном Буге / И. И. Заец // Советская археология. — 1974. — № 4. — C. 180—200.
12. Використання технічних засобів : з досвіду роботи Вінницького краєзнавчого музею / І. І. Заєць // Соціалістична культура. — 1975. — № 3. — C. 31—32.
13. Керамический комплекс трипольского поселения Клищев / И. И. Заец // Новейшие открытия советских археологов : тез. докл. конф. — К., 1975. — Ч. 1. — C. 76—77.
14. Курганный комплекс раннескифского времени в с. Тютьки Винницкой области / И. И. Заец // 150 лет Одесскому археологическому музею АН УССР : тез. докл. юбил. конф. — К., 1975. — C. 82.
15. Место отдельных трипольских поселений среднего течения Южного Буга в относительной периодизации Триполья / И. И. Заец // 150 лет Одесскому археологическому музею АН СССР : тез. докл. юбил. конф. — К., 1975. — C. 42—44.
16. Раскопки в Винницкой области / И. И. Заец // Археологические открытия 1974 года. — 1975. — C. 280.
17. Велич справ і звершень / І. І. Заєць // Музеї Української РСР у патріотичному та інтернаціональному вихованні трудящих : зб. наук. пр. з питань роботи музеїв. — К., 1976. — C. 29—33.
18. Экспедиция Винницкого краеведческого музея / И. И. Заец // Археологические открытия 1975 года. — М., 1976. — C. 325.
19. Исследования Винницкого краеведческого музея / И. И. Заец, В. С. Жураховский, Б. И. Лобай // Археологические открытия 1976 года. — М., 1977. — C. 295.
20. Трипольская культура (этапов В-II, С-I) на Южном Буге и Днестре / И. И. Заец // Археологические исследования на Украине 1976—1977 гг. : тез. докл. XVII конф. ин-та археологии АН УРСР (Ужгород, апр. 1978 г.). — Ужгород, 1978. — C. 42—43.
21. Експонати розповідають, вчать / І. І. Заєць // Соціалістична культура. — 1978. — № 6. — C. 14—15
22. Исследования трипольского поселения у пос. Ладыжин Винницкой области / И. И. Заец // Археологические открытия 1978 года. — М., 1979. — C. 331.
23. Курганный комплекс раннескифского времени у с. Тютьки Винницкой области / И. И. Заец // Советская археология. — 1979. — № 1. — C. 256—260.
24. Исследования памятников трипольской культуры на Южном Буге / И. И. Заец // Археологические открытия 1979 года. — М., 1980. — C. 272.
25. Ранньотрипільська пам'ятка Ладижин I на Південному Бузі (етапи АЗ-ВІ) / І. І. Заєць // Тези доповідей V-ї Подільської історично-краєзнавчої конференції. — Кам'янець-Подільський, 1980. — C. 112—113.

#### 1981—1990
1. Исследование трипольского поселения Клищев / И. И. Заец // Археологические открытия 1980 года. — М., 1981. — C. 247—248.
2. Трипольские жилища на Южном Буге / И. И. Заец //Stydia Praenistorica. — София, 1981. — № 5/6. — C. 48—61.
3. Первісне суспільство на території Вінницької області / І. І. Заєць // Методичні рекомендації для вчителів історії. — Вінниця, 1982. — C. 3—8.
4. Роль музеїв Вінниччини у вивченні історії рідного краю студентами / І. І. Заєць // II Республіканська наукова конференція з історії краєзнавства : тези доп. (Вінниця, 19—21 жовт. 1982 р.). — К., 1982. — C. 203—204.
5. Исследование трипольского поселения Ворошиловки / И. И. Заец // Археологические открытия. — М., 1983. — C. 259—260.
6. Работы Буго-Днестровской Трипольской экспедиции / И. И. Заец // Археологические открытия 1981 года. — М., 1983. — C. 260.
7. Вивчення трипільської культури в Надбужжі / І. І. Заєць // Друга Вінницька обласна історично-краєзнавча конференція, присвячена 40-річчю Перемоги радянського народу у Великій Вітчизняній війні 1941—1945 років : тези доп. — Вінниця, 1984. — C. 3.
8. В. В. Порик — патріот, народний герой, інтернаціоналіст / І. І. Заєць // Третя республіканська наукова конференція з історичного краєзнавства : тези доп. — К., 1984. — C. 218—219.
9. Археологические исследования на Южном Буге / И. И. Заец // Археологические открытия. — М.,1985. — C. 276—277.
10. Исследование трипольского поселения на Южном Буге / И. И. Заец // Археологические открытия 1983 года. — М., 1985. — C. 276—277.
11. Про деякі особливості трипільського житлобудівництва в Південному Надбужжі / І. І. Заєць // Третя Вінницька обласна історико-краєзнавча конференція : тези доп. — Вінниця, 1985. — C. 45.
12. Трипільське поселення Ворошилівка / І. І. Заєць // Шоста Подільська історико- краєзнавча конференція : секція археології : тези доп. — Кам'янець-Подільський, 1985. — C. 8—9.
13. Керамический комплекс Клищева / И. И. Заец, Э. В. Сайко // Памятники неолита и бронзы : краткие сообщения. — М., 1986. — Вып. 185. — C. 14—21.
14. Про деякі ідеологічні уявлення населення Південного Побужжя в період розквіту трипільської культури (середина IV тис. до н.е.) / І. І. Заєць // Проблеми етнографії Поділля : тези доп. наук. конф. — Кам'янець-Подільський, 1986. — C. 152—153.
15. Раскопки трипольского поселения Ворошиловка / И. И. Заец // Археологические открытия 1984 года. — М., 1986. — C. 235.
16. Особливості господарства в трипільському поселенні Кліщеві на Вінниччині / І. І. Заєць // Четверта Вінницька конференція : тези доп. 4 верес. 1986 р. — Вінниця, 1986. — C. 45.
17. Устим Кармалюк — український народний герой, видатний керівник боротьби селян Поділля / І. І. Заєць // Четверта Вінницька конференція : тези доп. 4 верес. 1986 р. — Вінниця, 1986. — C. 66—67.
18. Локальний варіант трипільської культури в середній течії Південного Бугу / І. І. Заєць // Сьома Подільська історико-краєзнавча конференція : секція археології : тези доп. — Кам'янець-Подільський, 1987. — C. 11—12.
19. Особливості планування трипільського поселення Кліщів на Південному Бузі / І. І. Заєць // П'ята Вінницька обласна історико-краєзнавча конференція : тези доп. — Вінниця, 1987. — C. 69—70.
20. Герой Советского Союза, национальный герой Франции В. В. Порик на Кировоградщине / И. И. Заец // Первая Правобережная научная конференция по историческому краеведению, посвященная 225-летию начала изучения древностей края : тез. докл. — Кировоград, 1988. — C. 15—16.
21. Керамічний комплекс поселення Кліщів / І. І. Заєць // Шоста Вінницька обласна історико-краєзнавча конференція : тези доп. — Вінниця, 1988. — C. 8.
22. Музей історії Вінницького педагогічного інституту ім. М. Островського — важливий засіб професійної підготовки та виховання студентів / І. І. Заєць, А. Д. Ткаченко // Шоста Вінницька обласна історико-краєзнавча конференція : тези доп. — Вінниця, 1988. — C. 73.
23. Тваринницька направленість господарства трипільських племен на Південному Бузі в другій половині IV тис. до н.е. / І. І. Заєць // Проблеми економічної географії Поділля : тези доп. наук. конф. — Кам'янець-Подільський, 1988. — C. 179—180.
24. Діяльність Вінницького краєзнавчого музею в 60-х роках / І. І. Заєць // Сьома Вінницька обласна краєзнавча конференція : тези доп. — Вінниця, 1989. — C. 6.
25. Історико-краєзнавча робота під час археологічної практики студентів історичного факультету Вінницького педінституту / І. І. Заєць // Четверта Республіканська наукова конференція з історичного краєзнавства : тези доп. і повідомл. — К., 1989. — C. 392.
26. Мой друг — Василий Порик / И. И. Заец // Разглашению не подлежало : очерки, статьи, воспоминания о чекистах Винничины. — Одесса, 1989. — C. 81—87.
27. Нові пам'ятки трипільської культури в середньому Побужжі / С. О. Гусєв, І. І. Заєць // Восьма Вінницька обласна історико-краєзнавча конференція : тези доп. — Вінниця, 1989. — C. 9—10.
28. Трипольская культура Побужья в свете технологического изучения ее керамики / И. И. Заец // Проблеми історії та археології давнього населення Української РСР : тези доп. XX Респ. конф. Одеса, жовт. 1989 р. — К., 1989. — C. 72—73.
29. Интерьер жилищ трипольского поселения Клищев / И. И. Заец // Раннеземледельческие поселения-гиганты трипольской культуры на Украине : тез. докл. первого полевого семинара. — К., 1990. — C. 69—72.
30. Результаты исследования производственного инвентаря поселения Ворошиловка / И. И. Заец, Н. Н. Скакун // Раннеземледельческие поселения-гиганты трипольской культуры на Украине : тез. докл. первого полевого семинара. — К., 1990. — C. 105—108.
31. Трипільська культура на Південному Бузі кінця раннього — початку середнього етапів її розвитку / І. І. Заєць // Восьма Подільська історично-краєзнавча конференція : секція археології : тези доп. — Кам'янець-Подільський, 1990. — C. 14.
32. Трипільське поселення Біликівці / І. І. Заєць, С. О. Гусєв // Дев'ята Вінницька обласна історико-краєзнавча конференція : тези доп. — Вінниця, 1990. — C. 14—15.
33. Трипольское поселение Клищев — уникальный памятник древних земледельцев и скотоводов на Южном Буге / И. И. Заец // Памятники истории и культуры Винницкой области : матер. к Своду памятников истории и культуры народов СССР . — К., 1990. — Вып. 8. — C. 93—103.

#### 1991—2000
1. Археологічно-краєзнавчі дослідження на історичному факультеті Вінницького педагогічного інституту / І. І. Заєць // Розвиток історичного краєзнавства в контексті національного і культурного відродження України. жовт. 1991 р. : тези доп. і повідомл. П'ятої Всеукр. конф. — К., Кам'янець-Подільський, 1991. — C. 378—379.
2. Вивчення первісного суспільства на території Поділля / І. І. Заєць // Місту Хмельницькому — 500 : тези наук.-теорет. конф. — Хмельницький, 1991. — C. 111—112.
3. Древнейшие общности земледельцев и скотоводов северного Причерноморья / И. И. Заец // Международная конференция : тез. докл. — К., 1991.
4. Ідеологічні уявлення трипільців поселення Кліщів / І. І. Заєць // Десята Вінницька обласна науково-практична конференція : тези доп. — Вінниця, 1991. — C. 12—13.
5. Контакти трипільського населення Побужжя та Подніпров'я / І. І. Заєць // Проблеми вивчення та охорони пам'яток археології Київщини. Білогородка, жовт. 1991 р. : тези доп. першої наук.-практ. конф. — К., 1991. — C. 39—40.
6. Относительная хронология трипольских поселений среднего течения Южного Буга / И. И. Заец, С. А. Гусев // Древнейшие общности земледельцев и скотоводов Северного Причерноморья (V тыс. до н.э.) Кишинев, 10—14 дек. 1990 г. : матер. междунар. конф. — К., 1991. — C. 29—30.
7. Добування сировини трипільськими племенами Середнього Побужжя / І. І. Заєць, Б. С. Жураковський, С. О. Гусєв // Одинадцята Вінницька обласна історико-краєзнавча конференція. 3 верс. 1992 р. : тези доп. — Вінниця, 1992. — C. 15.
8. Модель трипільського житла Ворошилівського поселення Вінницької області / І. І. Заєць // Археологія. — 1992. — № 3. — C. 130—132.
9. Археологічна практика студентів історичного факультету : іст. ф-т ВДПУ до 20-річчя відновлення / І. І. Заєць. — Вінниця, 1993. — 0,2 друк. арк.
10. Модель трипільського житла з Ворошилівки / І. І. Заєць, С. О. Гусєв // Археологічні дослідження в Україні. — Луцьк, 1993. — C. 31—32.
11. Охорона посівів та врожаю зернових землеробами Трипілля / І. І. Заєць // Подільска старовина : зб. наук. пр. — 1993. — C. 78—85.
12. Північно-Бузький варіант Трипільської культури / І. І. Заєць // Трипільська культура України: тези доп. і повідом. міжнар. наук. конф. / Академія наук України, Інститут народознавства. — Львів, 1993. — C. 15—17.
13. Трипільське поселення Ворошилівка на Південному Бузі / С. О. Гусєв, І. І. Заєць // Подільська старовина : зб. наук. пр. — Вінниця, 1993. — C. 53—77.
14. Трипільське поселення Тростянець на Південному Бузі / І. І. Заєць // Дванадцята Вінницька обласна історико-краєзнавча конференція. 7 верес. 1993 р. : тези доп. — Вінниця, 1993. — C. 16—17.
15. Вінниця, 1941 р. / І. І. Заєць // Вінниця: минуле і сучасне : матер. другої іст.- краєзн. конф., присвяч. 50-річчю визволення м. Вінниці від німецько-фашистських загарбників. — Вінниця, 1994. — C. 46—48.
16. Производственные комплексы на трипольских поселениях / И. И. Заец // Международная археологическая конференция. — Тирасполь, 1994. — C. 58—61.
17. Нові дослідження трипільської культури на Поділлі / І. І. Заєць, В. О. Шумова // XIII Вінницька обласна історико-краєзнавча конференція : тези доп. — Вінниця, 1994. — C. 9—10.
18. Поселення трипільської культури на території м. Вінниці / І. І. Заєць // Вінниця: минуле і сучасне : матер. другої іст.-краєзн. конф. — Вінниця, 1994. — C. 10—12.
19. Прадавнє трипільське поселення на території Вінниччини / І. І. Заєць // Наукова конференція викладачів і студентів історичного факультету ВДПУ : тези доп. — Вінниця, 1994. — C. 50—51.
20. Виготовлення керамічного посуду на трипільському поселенні Кліщів / І. І. Заєць // Чотирнадцята Вінницька обласна історико-краєзнавча конференція. — Вінниця, 1995. — C. 9—10.
21. Духовна культура трипільського поселення на Південному Бузі / І. І. Заєць // Дев'ята історико-краєзнавча конференція. — Кам'янець-Подільський, 1995. — 0,2 друк. арк.
22. Про деякі особливості національно-визвольної війни на Вінниччині / І. І. Заєць // Історія національно-державного будівництва в Україні: до 400-річчя з дня народження Б. Хмельницького. 16 листоп. 1995 р. : матер. наук. конф. викл. та студ. іст. ф-ту. — Вінниця, 1995. — C. 18—20.
23. Участь викладачів і студентів Вінницького педагогічного інституту у Великій Вітчизняній війні / І. І. Заєць // Історичне краєзнавство в Україні: традиції і сучасність : матер. сьомої Всеукр. наук. конф. — К., 1995. — C. 279—280.
24. Вінницькому обласному товариству пам'яток історії та культури — 30 років / І. І. Заєць // Україна на шляху до свободи і незалежності: до 130-річчя з дня народження М. Грушевського і 5-ї річниці незалежності України : матер. наук. конф. викл. та студ. іст. ф-ту. — Вінниця, 1996. — C. 48—50.
25. М. С. Грушевський про Трипільську культуру / І. І. Заєць // Україна на шляху до свободи і незалежності: до 130-річчя з дня народження М. Грушевського і 5-ї річниці незалежності України : матер. наук. конф. викл. та студ. іст. ф-ту. — Вінниця, 1996. — C. 41—43.
26. Характерні особливості трипільського житлобудівництва на Побужжі / І. І. Заєць // П'ятнадцята Вінницька обласна історико-краєзнавча конференція. 14 трав. 1996 р. : тези доп. — Вінниця, 1996. — C. 10—11.
27. Забезпечення водою трипільських поселень. Нові відкриття // І. І. Заєць, Б. С. Жураковський // Археологія. — 1997. — № 3. — C. 135—139.
28. Історичне значення вивчення трипільської культури на Південному Бузі / І. І. Заєць // Шістнадцята Вінницька обласна історико-краєзнавча конференція. 11 лют. 1997 р. : тези доп. — Вінниця, 1997. — C. 10—11.
29. Наше минуле в пам'ятках архітектури / І. І. Заєць, С. А. Каракай // Звітна конференція викладачів і студентів історичного факультету. — Вінниця, 1997. — C. 52—54.
30. Трипільська культура на Вінниччині / І. І. Заєць // Сімнадцята Вінницька історико-краєзнавча конференція. 18 верес. 1997 р. : тези доп. — Вінниця, 1997. — C. 36—37.
31. Вплив заліщницького варіанту трипільської культури та її розвиток в середньому Побужжі / І. І. Заєць // «Трипільське поселення Кошилівці-Обоз» (до 120-річчя відкриття) : матер. міжнар. археологічної конф. — Заліщики, 1998. — C. 28—30.
32. Екологічні проблеми в економіці Кліщева / І. І. Заєць // Трипільське поселення Кощилівці-Обоз (до 120-річчя відкриття) : матер. міжнар. археологічної конф. — Заліщіки, 1998. — C. 45—47.
33. Оновлений музей / І. І. Заєць // Історія музею в документах і спогадах. — Вінниця, 1998. — C. 76—82.
34. Своєрідність трипільського поселення Кліщів на Південному Бузі / І. І. Заєць // Вісімнадцята Вінницька історико-краєзнавча конференція. 3 лют. 1998 р. : тези доп. і повідомл. — Вінниця, 1998. — C. 22—23.
35. Трипільське мистецтво — важливе джерело вивчення ранньоземлеробської ідеології / І. І. Заєць // Звітна наукова конференція викладачів і студентів історичного факультету за 1997 рік. — Вінниця, 1998. — C. 65—67.
36. Військова контррозвідка / І. І. Заєць // Вінничани на Великій Вітчизняній війні. — Вінниця, 1999. — Т. II. — C. 113—114.
37. Дослідження пам'яток трипільської культури на Середньому Побужжі / І. І. Заєць // Вінницький державний педагогічний університет ім. М. Коцюбинського. Наукові записки. Серія: Історія. — Вінниця, 1999. — Вип.1. — C. 5—9.
38. Традиції трипільського мистецтва / І. І. Заєць // Дев'ятнадцята Вінницька обласна історико-краєзнавча конференція. 18 лют. 1999 р. : тези доп. і повідомл. — Вінниця, 1999. — C. 24—25.
39. Трипільська культура як феномен зародження і становлення матеріальних і духовних традицій українського народу / І. І. Заєць // Звітна наукова конференція викладачів і студентів історичного факультету за 1998 рік : матеріали — Вінниця, 1999. — C. 44—45.
40. Виробнича діяльність ранньотрипільського населення Поділля / І. І. Заєць // Вінницький державний педагогічний університет ім. М. Коцюбинського. Наукові записки. Серія: Історія. — Вінниця, 2000. — Вип. ІІ. — C. 17—30.
41. Особливості розвитку трипільської культури на Поділлі / І. І. Заєць // Звітна наукова конференція викладачів і студентів історичного факультету за 2000 рік. — Вінниця, 2000. — C. 34—37.
42. Північно-Бузький варіант трипільської культури кінець IV — початок III тис. до н.е. // І. І. Заєць // Давня і середньовічна історія України. — Кам'янець-Подільський, 2000. — C. 48—56.
43. Проблеми соціального устрою трипільських племен Поділля / І. І. Заєць // Десята Подільська історико-краєзнавча конференція. — Кам'янець-Подільський, 2000. — C. 87—96.

#### 2001—2006
1. Виховання дітей у трипільський час / І. І. Заєць // «Трипільський світ і його сусіди» : матер. міжнар. наук.-практ. конф. — Збараж, 2001. — C. 16—17.
2. З досвіду викладання історії для студентів-заочників / І. І. Заєць // "Заочна та дистанційна форми навчання: досвід, проблеми, шляхи удосконалення : наук.-практ. конф. — Вінниця : ПВ МАУП, 2001. — C. 28.
3. Події народно-визвольної війни на Поділлі (1648—1654 рр.) / І. І. Заєць // Вінниччина — край козацької слави (до 350-річчя розгрому польських загарбників під Вінницею) : зб. доп. Всеукр. наук.-практ. конф., Вінниця, 24.03.2001 р. — Вінниця, 2001. — C. 13—19.
4. Хлібороби трипільської культури Поділля / І. І. Заєць // Поділля у контексті української історії : матер. Всеукр. наук. конф. 29—30 листоп. 2001 р. — Вінниця, 2001. — C. 45—54.
5. З глибини тисячоліть / І. І. Заєць // Вінницький альбом : альманах. — Вінниця : Арбат. — 2002. — Вип. 3. — C. 335—337.
6. Пізній етап трипільської культури на Поділлі / І. І. Заєць // Матеріали наукової конференції викладачів історичного факультету, присвячені 90-річчю Вінницького державного педагогічного університету імені М. Коцюбинського. — Вінниця, 2002.
7. Світоглядні процеси в епоху трипільської культури на Поділлі / І. І. Заєць // ВДПУ ім. М. Коцюбинського. Наукові записки. Серія: Історія. — Вінниця, 2002. — Вип. IV. — C. 18—19.
8. Бушанський природничо-археологічний та архітектурно-скульптурний комплекс / І. І. Заєць // Вінницький державний педагогічний університет ім. М. Коцюбинського. Наукові записки. Серія: Історія. — Вінниця, 2003. — Вип. 5. — C. 7—10.
9. Зооморфна пластика та зооморфні зображення на посуді трипільських поселень Поділля / І. І. Заєць // Актуальні проблеми вітчизняної та всесвітньої історії : зб. наук. пр. — Вінниця, 2003. — Вип. 1. — C. 35—36.
10. Практичне застосування металевих виробів на трипільських поселеннях Тальянки Черкаської області / І. І. Заєць // Трипільські поселення-гіганти: до 110-річчя відкриття трипільської культури : міжнар. конф. — К., 2003. — C. 51—52.
11. Вінницький обласний краєзнавчий музей / І. І. Заєць // Енциклопедія трипільської цивілізації. — К., 2004. — Т. 2. — C. 100—101.
12. Духовна культура населення історичного Поділля в епоху Трипілля / І. І. Заєць // Древні землероби Європи: нові відкриття : тези доп. Міжнар. конф. — Збараш, 2004.
13. Кліщів / І. І. Заєць // Енциклопедія трипільської цивілізації. — К., 2004. — C. 222—224.
14. Найважливіші наслідки трипільської культури на Поділлі / І. І. Заєць // Матеріали XI Подільської історико-краєзнавчої конференції. — Кам'янець-Подільський, 2004.
15. Соціальний устрій трипільських племен Поділля / І. І. Заєць // Вінницький державний педагогічний університет ім. М. Коцюбинського. Наукові записки. Серія: Історія. — Вінниця, 2004. — Вип. 7. — C. 92—97.
16. Трипільський посуд / І. І. Заєць // Ржищівський археодром — 2 : зб. Переяслав-Хмельницького ун-ту ім. Г. Сковороди. — К., 2004. — C. 94—112.
17. Тростянець / І. І. Заєць // Енциклопедія трипільської цивілізації. — К., 2004. — Т. 2. — C. 551—552.
18. Успадкування світосприйняття трипільського населення ранніми слов'янами / І. І. Заєць // Актуальні проблеми вітчизняної та всесвітньої історії : зб. наук. пр. — Вінниця, 2004. — Вип. 2. — C. 5—6.
19. Витоки духовної культури українського народу / І. І. Заєць // Історичні науки : наук. пр. Кам'янець-Подільського держ. ун-ту. — Кам'янець-Подільський : ОІЮМ, 2005. — Т. 14. — C. 46—58.
20. Далеке і близьке / І. І. Заєць // Дорогами війни. Служба безпеки України. — К., 2005. — C. 104—109.
21. До портрета професора В. П. Воловика / І. І. Заєць // Вінниччина: минуле та сьогодення. Краєзнавчі дослідження : матер. XX наук. іст.-краєзн. конф. 27—28 жовт. 2005 р. — Вінниця : ДП ДКФ. — 2005. — C. 25—26.
22. Наш край у глибині тисячоліть / І. І. Заєць // Вінницький альбом : літературно-художній альманах. — Вінниця : Тезис, 2005. — Вип. 3. — C. 335—337.
23. Витоки духовної культури українського народу / І. І. Заєць. – К. : Наукова думка, 2006. – 328 с.
24. Витоки духовної культури українського народу (на матеріалах мезолітичної епохи) / І. І. Заєць // Вінницький державний педагогічний університет ім. М. Коцюбинського. Наукові записки. Серія: Історія. — Вінниця, 2006. — Вип. 10. — C. 9—11.
25. Кам'яна могила — визначна пам'ятка образотворчого мистецтва / І. І. Заєць // Вісник інституту історії, етнології і права : зб. наук. пр. — Вінниця : ВДПУ, 2006. — Вип. 4. — C. 43—47.
26. Перший Всесвітній Конгрес «Трипільська цивілізація» (7—11 жовтня 2004 року) / І. І. Заєць // Актуальні проблеми вітчизняної та всесвітньої історії : зб. наук. пр. — Вінниця, 2006. — Вип. 3. — C. 62—63.